# موراساکی شیکیبو نیکی اماکی
موراساکی شیکیبو نیکی اماکی (به ژاپنی: 紫式部日記絵巻 Murasaki Shikibu Nikki Emaki)، یک اماکیمونو (طومار تصویر ژاپنی) در اواسط قرن سیزدهم است که از دفتر خاطرات موراساکی شیکیبو الهام گرفته شده است. در دربار هی‌آن قرن ۱۰–۱۱ و نویسنده داستان گنجی این اماکی متعلق به سبک کلاسیک نقاشی ژاپنی معروف به یاماتو-ئه است و شمایل نگاری دوره دوره هی‌آن را احیا می‌کند.